# Penanggulan
Penanggulan is een bestuurslaag in het regentschap Kendal van de provincie Midden-Java, Indonesië. Penanggulan telt 3571 inwoners (volkstelling 2010).